# Aluízio Paraguassu Ferreira
Aluízio Paraguassu Ferreira (Porto Alegre, 13 de março de 1933 – Tramandaí, 15 de fevereiro de 2013) foi um político brasileiro.
Filho de Sady Alves Ferreira e Hilda Paraguassú Ferreira.
Foi eleito vereador de Porto Alegre em 1968, pelo Movimento Democrático Brasileiro (MDB). Em 1971 assumiu uma cadeira na Assembleia Legislativa do Rio Grande do Sul, onde ficou até 1975. Foi deputado federal de 1975 a 1979 e de 1979 a 1983.